# Gruzijski lari
Lari (gruzijski: ლარი, ISO 4217: GEL) je službena valuta Gruzije. Jedan lari se sastoji iz 100 tetrija. Riječ lari je stara gruzijska riječ za zalihe ili vlasništvo dok je tetri gruzijska riječ za novac iz 13. stoljeća.
Ranije valute korištene u Gruziji su maneti i abazi.
Gruzija je 1993. godine zamijenila rubalj ekvivalentnim lari bonovima. Valuta se tiskala samo u obliku novčanica, nije imala podjedinice i pretrpjela je hiperinflaciju. Postojale su novčanice od 1 do milijun larija kao i neuobičajene novčanice s apoenima od 3, 3.000, 30.000 i 150.000 larija.
Vlada Eduarda Ševardnadzea u listopadu 1995. godine ukida bonove i uvodi novu valutu - lari. Od tada je valuta stabilna. Inflacija na godišnjem nivou 2005. godine iznosila je 8,3%.
Lari nije u uporabi u Abhaziji i Južnoj Osetiji, gruzijskim pokrajinama sa separatističim težnjama.
Lari izdaje Narodna banka Gruzije.

### Kovanice
Kovanice su izdane u apoenima od 1,2,5,10,20,50 tatrija, 1 i 2 lari.

### Novčanice
Naličja novčanica:
- 1 lari - Niko Pirosmani
- 2 lari - Zakaria Paliašvili
- 5 lari - Ivane Džavahišvili
- 10 lari - Akaki Cereteli
- 20 lari - Ilia Čavčavadze
- 50 lari - Kraljica Tamara
- 100 lari - Šota Rustaveli
- 200 lari (prijedlog, nije još izdana) - Kakuca Čolokašvili
- 500 lari (samo u međufinancijskim relacijama) - David Graditelj

## Vanjske poveznice
- Narodna banka Gruzije, novčanice[neaktivna poveznica]
- Narodna banka Gruzije, kovanice